# Jardín Botánico de Montemarcello

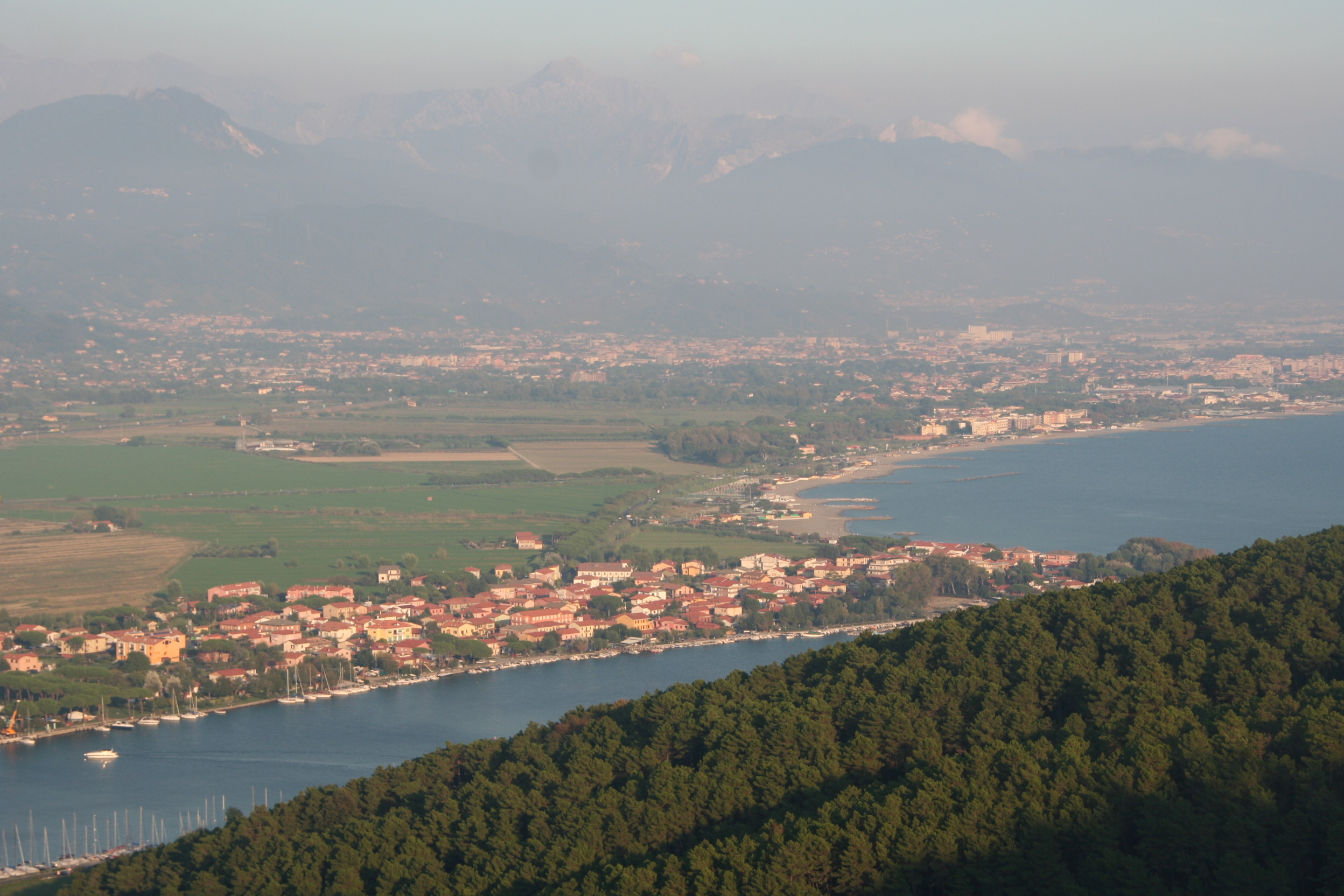
Vista de la desembocadura del río Magra desde el Montemarcello.

El Jardín Botánico de Montemarcello ( en italiano : Orto Botanico di Montemarcello) es una reserva de vida silvestre y jardín botánico de 30 hectáreas de extensión, dependiente de la "Giunta e Consiglio regionale" de Liguria, cerca de la población de Ameglia, Italia. 

## Localización
El jardín se encuentra en la cima del Monte Murlo (365 m s. n. m.) en el promontorio "Caprione", colinas que dividen el golfo de "La Spezia" de las llanuras del río Magra. Se encuentra ubicado en el interior del Parco Naturale Regionale di Montemarcello-Magra.
Orto Botanico di Montemarcello, Ameglia, Provincia de La Spezia, Liguria, Italia.44°4′0″N 9°57′0″E / 44.06667, 9.95000

## Historia
El "Orto Botanico di Montemarcello" fue inaugurado en el 1999.
Junto a él se encuentra realizando actividades didácticas el "Centro di Esperienza" (CE del Parco di Montemarcello-Magra) integrado en el "Sistema Ligure dei Centri per l`Educazione Ambientale". 

## Colecciones
En el jardín botánico se pueden distinguir las secciones de: 
- Querceto caducifolio, se encuentra sobre todo en la vertiente septentrional con Quercus cerris y sotobosque acompañante de Crataegus monogyna, Coronilla emerus, Ilex aquifolium y Ligustrum vulgare, y en la vertiente oriental sin embargo predomina el Quercus pubescens.
- Garriga, con plantas herbáceas y subfruticosas aromáticas, tal como el Thymus vulgaris, Ruta angustifolia, Helichrysum italicum, Psoralea bituminosa, Euphorbia characias y el Argyrolobium zanonii.
- Maquis mediterráneo, con plantas siempreverdes con Quercus ilex, Pistacia lentiscus, Myrtus communis, Rhamnus alaternus, Phillyrea latifolia, Arbutus unedo, Cistus albidus, así como iris y orquídeas silvestres mediterráneas.
- Pinar, con la presencia de unas 260 hectáreas de esta masa forestal de Pinus halepensis, da la uniformidad al parque, siendo además una vegetación abundante en la Liguria oriental.
- Plantas de uso tradicional, esta es una pequeña área del jardín dedicada a la Etnobotánica que se suddivide en tres zonas, una con las plantas de uso medicinal como Taraxacum officinale, otra con las plantas silvestres de uso alimentario en la cocina como Borago officinalis plantas aromáticas como Allium vineale, o plantas productoras de frutos Ficus carica.
- En ejecución se encuentra una sección de plantas de la vegetación espontánea de los muros de piedra en seco.